# Ministère du Logement (Danemark)
Le ministère de la Ville, du Logement et des Affaires rurales (en danois : Udlændinge-, Integrations- og Boligministeriet) est un ministère danois qui supervise la politique urbaine et locative du pays. Il est dirigé par Sophie Hæstorp Andersen depuis le 29 août 2024.

## Historique
Nommé « ministère du Logement » entre 1975 et 1998, il est renommé « ministère de la Ville et du Logement » entre 1998 et 2001, supprimé jusqu'en 2011 et recréé sous le nom de « ministère de la Ville, du Logement et des Affaires rurales ».
Entre 1999 et 2001, il est rattaché au ministère de l'Égalité des chances. Entre 2014 et 2015, il est rattaché au ministère de la Coopération nordique et de 2015 à 2016 au ministère des Réfugiés, des Immigrants et de l'Intégration. De 2016 à 2019, il est rattaché au ministère des Transports, entre mai et décembre 2022 au ministère de l'Intérieur, et depuis cette dernière date au ministère des Affaires sociales.

## Liste des ministres
| Nom                        | Parti | Parti | Gouvernement                   | Début du mandat   | Fin du mandat     |
| -------------------------- | ----- | ----- | ------------------------------ | ----------------- | ----------------- |
| Kaj Bundvad                |       | SD    | Kampmann I                     | 26 février 1977   | 31 mars 1960      |
| Carl P. Jensen             |       | SD    | Kampmann I et II, Krag I et II | 31 mars 1960      | 26 septembre 1964 |
| Kaj Andresen               |       | SD    | Krag II                        | 26 septembre 1964 | 2 février 1968    |
| Aage Hastrup               |       | KF    | Baunsgaard et Jørgensen I      | 2 février 1968    | 11 octobre 1971   |
| Helge Nielsen              |       | SD    | Krag III et Jørgensen I        | 11 octobre 1971   | 27 septembre 1973 |
| Svend Jakobsen             |       | SD    | Jørgensen I                    | 27 septembre 1973 | 6 décembre 1973   |
| Johan Philipsen            |       | V     | Hartling                       | 6 décembre 1973   | 13 février 1975   |
| Helge Nielsen              |       | SD    | Jørgensen II                   | 13 février 1975   | 26 janvier 1977   |
| Svend Jakobsen             |       | SD    | Jørgensen II                   | 26 janvier 1977   | 26 février 1977   |
| Ove Hove                   |       | SD    | Jørgensen II                   | 26 février 1977   | 30 août 1978      |
| Erling Olsen               |       | SD    | Jørgensen III, IV et V         | 30 août 1978      | 10 septembre 1982 |
| Niels Bollmann             |       | CD    | Schlüter I                     | 10 septembre 1982 | 12 mars 1986      |
| Thor Pedersen              |       | V     | Schlüter I                     | 12 mars 1986      | 10 septembre 1987 |
| Flemming Kofod-Svendsen    |       | CD    | Schlüter II                    | 10 septembre 1987 | 3 juin 1988       |
| Agnete Laustsen            |       | KF    | Schlüter III                   | 3 juin 1988       | 18 décembre 1990  |
| Svend Erik Hovmand         |       | V     | Schlüter IV                    | 18 décembre 1990  | 25 janvier 1993   |
| Flemming Kofod-Svendsen    |       | CD    | Nyrup Rasmussen I              | 25 janvier 1993   | 27 septembre 1994 |
| Ole Løvig Simonsen         |       | SD    | Nyrup Rasmussen II et III      | 27 septembre 1994 | 23 mars 1998      |
| Jytte Andersen             |       | SD    | Nyrup Rasmussen IV             | 23 mars 1998      | 21 décembre 2000  |
| Lotte Bundsgaard           |       | SD    | Nyrup Rasmussen IV             | 21 décembre 2000  | 27 novembre 2001  |
| Poste supprimé             |       |       | Fogh Rasmussen I, II et III    | 27 novembre 2001  | 23 février 2010   |
| Poste supprimé             |       |       | Løkke Rasmussen I              | 23 février 2010   | 3 octobre 2011    |
| Carsten Hansen             |       | SD    | Thorning-Schmidt I et II       | 3 octobre 2011    | 28 juin 2015      |
| Inger Støjberg             |       | V     | Løkke Rasmussen II             | 28 juin 2015      | 28 novembre 2016  |
| Ole Birk Olesen            |       | LA    | Løkke Rasmussen III            | 28 novembre 2016  | 27 juin 2019      |
| Kaare Dybvad               |       | SD    | Frederiksen I                  | 27 juin 2019      | 2 mai 2022        |
| Christian Rabjerg Madsen   |       | SD    | Frederiksen I                  | 2 mai 2022        | 15 décembre 2022  |
| Pernille Rosenkrantz-Theil |       | SD    | Frederiksen II                 | 15 décembre 2022  | 29 août 2024      |
| Sophie Hæstorp Andersen    |       | SD    | Frederiksen II                 | 29 août 2024      | en cours          |